# Liste des SS- und Polizeiführer

La liste des SS- und Polizeiführer (en français, par traduction littérale : « liste des chefs de la SS et de la police) sous le régime nazi donne les noms des officiers de police SS qui avaient le titre de SS- und Polizeiführer (SSPf, en français : « chef de la SS et de la police ») ou de Höhere(r) SS- und Polizeiführer (HSSPf, en français : « chef supérieur de la SS et de la police »), ceci en Allemagne et dans les divers territoires occupés par le Reich. Ils avaient donc autorité sur toutes les unités de la Schutzstaffel (la SS) et de police allemande stationnées sur leur territoire et qui n'appartenaient pas à la Waffen-SS. Il s'agissait donc d’unités :
- rattachées au RSHA[b], c’est-à-dire la Sipo (Gestapo et Kripo) et le SD ;
- de l’Ordnungspolizei[c], la « police de l'ordre » (public).

Les SS- und Polizeiführer (SSPf) étaient placés sous l'autorité des Höhere SS- und Polizeiführer (HSSPf) ; ces derniers supervisaient les unités SS d’un territoire de la dimension d’un pays ; par exemple pour la France, il y avait un HSSPf qui était Carl Oberg.
Un titre supérieur à celui de HSSPf, le titre de Höchste(r) SS- und Polizeiführer (abréviation : HöSSPf) — en français : « chef suprême de la SS et de la police » — a toutefois été attribué, et uniquement à deux reprises, en l'occurrence :
- au SS-Obergruppenführer[d] Karl Wolff, qui commandait toutes les forces de police et de la SS en Italie ;
- à Hans-Adolf Prützmann qui avait le même rôle pour l’Ukraine.

## A
- Ludolf von Alvensleben (1901-1970) : SS-Gruppenführer und Generalleutnant der Polizei (1943)
  - SSPf Krim à Simferopol (novembre 1941)
  - HSSPf  (octobre 1943)
  - Oberabschnitt Elbe (1944)
  - SS- und Polizeikommandeur Udine (automne 1944)

## B
- Erich von dem Bach-Zelewski (1899-1972) : SS-Obergruppenführer und General der Polizei (1941)
  - HSSPf für den SS-Oberabschnitt Südost à Breslau/Schlesien (juin 1938)
  - HSSPf Russland-Mitte à Mogilew (juin 1941)

- Georg-Henning Graf von Bassewitz-Behr (1900-1949) : SS-Gruppenführer und Generalleutnant der Polizei (1943)
  - SSPf Dnjepropetrowsk-Kryvyï Rih (1941-42),
  - Stellvertretender HSSPf (vice-HSSPf) Rußland-Mitte (22 novembre 1942 - 24 mars 1943)
  - HSSPf Nordsee à Hambourg (16 février 1943 - 8 mai 1945)
- Hermann Behrends (1907-1947) : SS-Gruppenführer und Generalleutnant der Polizei (1944), 
  - HSSPf Serbie et Monténégro (1er avril 1944 - octobre 1944)
  - HSSPf Ostland und Russland-Nord (30 janvier 1945 - mai 1945)

- Gottlob Berger (1896-1975) : SS-Obergruppenführer
  - HSSPf Slovaquie (31 août 1944 - 20 septembre 1944)

- Theodor Berkelmann (1894-1943) : SS-Obergruppenführer und General der Polizei (1942)
  - HSSPf beim Reichskommissar für die Saarpfalz (1940)
  - HSSPf Rhin (10 décembre 1941 - 21 mai 1943)
  - HSSPf Rhein-Westmark (21 mai 1943 - septembre 1943)
  - HSSPf Wartheland (11 septembre 1943 - 27 décembre 1943)

- Walther Bierkamp (1901-1945) : SS-Brigadeführer und Generalmajor der Polizei
  - HSSPf Südost (20 février 1945 - 17 mars 1945)

- Herbert Böttcher (de) (1907-1950) : SS-Brigadeführer und Generalmajor der Polizei (1944)
  - SSPf Distrikt Radom/Polen (1942)

- Willi Brandner (de) (1909-1944) : SS-Brigadeführer und Generalmajor der Polizei
  - Polizeigebietsführer Agram (juillet 1943 - décembre 1944)

- Karl Brunner (1900-1980) : SS-Brigadeführer und Generalmajor der Polizei (1942)
  - SSPf Bozen/Südtirol (1943)

- Karl-Heinz Bürger (de) (1904-1988) : SS-Brigadeführer und Generalmajor der Polizei (1945)
  - SSPf Nordkaukasien (1942)
  - SSPf Mittelitalien (à Pérouse)

## D
- Paul Dahm (de) (1904-1974) : SS-Standartenführer und Oberst der Polizei
  - Polizeigebietsführer Banja-Luka und Essegg (août 1943 - avril 1945)

- Christoph Diehm (1892-1960) : SS-Brigadeführer (1934) und Generalmajor der Polizei (1944)
  - SSPf Lemberg (1939)
  - SSPf Shitomir/Ukraine (1943)
  - SSPf Galizien in Kattowitz (1944)

- Hans Döring (de) (1901-1970) : SS-Brigadeführer und Generalmajor der Polizei
  - SSPf Stalino-Donezgebiet (novembre 1941 - mai 1943)

- Anton Dunckern (1905-1985) : SS-Brigadeführer und Generalmajor der Polizei (novembre 1942)
  - SSPf Metz

## E
- Karl von Eberstein (1894-1979) : SS-Obergruppenführer (1936) und General der Polizei (1941)
  - HSSPf Süd (12 avril 1938 - mai 1945)

- George Ebrecht (de) (1895-1977) : SS-Gruppenführer und Generalleutnant der Polizei
  - Stellvertretender HSSPf (vice-HSSPf) Nordost (21 juin 1941 - décembre 1944)

- Erich Ehrlinger (1910-2004) : SS-Oberführer
  - SSPf Kiew (décembre 1941 - septembre 1943)
  - SSPf Russland-Mitte et Weißruthenien (septembre 1943 - avril 1944)

- Theodor Eicke (1892-1943) : SS-Gruppenführer und Generalleutnant der Waffen-SS
  - HSSPf Ost (10 septembre 1939 - 1er octobre 1939)

## F
- Richard Fiedler (de) (1908-1974) : SS-Brigadeführer (1939) und Generalmajor der Polizei (1944)
  - SSPf Monténégro (octobre 1943 - octobre 1944)

- Josef Fitzthum (1896-1945) : SS-Gruppenführer und Generalleutnant der Polizei (1944)
  - HSSPf Albanie (3 novembre 1943 - septembre 1944)

- Karl Hermann Frank (1898-1946) : SS-Obergruppenführer und General der Polizei (1943)
  - HSSPf Bohême-Moravie (28 avril 1939 - avril 1945)

- Hermann Franz (en) (1891-1969) : SS-Brigadeführer und Generalmajor der Polizei
  - HSSPf Griechen (24 septembre 1944 - 8 novembre 1944)

- Werner Fromm (de) (1905-1981) : SS-Oberführer und Oberst der Polizei
  - SSPf Białystok (février 1942 - mars 1943)
  - Polizeigebietsführer Sarajevo (janvier 1943 - avril 1944)

- Wilhelm Fuchs (1898-1947) : SS-Oberführer
  - HSSPf Mitte (8 juillet 1943 - 15 septembre 1943)

## G
- Paul Otto Geibel (de) (1898-1966) : SS-Brigadeführer und Generalmajor der Polizei (1944)
  - SSPf Varsovie (mars 1944 - février 1945)

- Odilo Globocnik (1904-1945) : SS-Gruppenführer und Generalleutnant der Polizei (1942)
  - SSPf Lublin (9 novembre 1939 - 16 août 1943)
  - HSSPf Operationszone Adriatisches Küstenland (13 septembre 1943 - mai 1945)

- Curt von Gottberg (1896-1945) : SS-Obergruppenführer und General der Polizei (1944)
  - Stellvertretender SSPf (vice-SSPf) Weißruthenien (novembre 1942)
  - HSSPf Rußland-Mitte (5 juillet 1943 - 7 août 1944)

- Walter Griep: SS-Standartenführer und Oberst der Schutzpolizei
  - Stellvertretender HSSPf (vice-HSSPf) Alpenland (1er mai - 28 mai 1944)

- Jakob Grobben: SS-Sturmbannführer und Major der Schutzpolizei
  - Polizeigebietsführer Kopenhagen (à partir de 1944)

- Wilhelm Günther (de) (1899-1945) : SS-Brigadeführer und Generalmajor der Polizei (1943)
  - SSPf Wolhynien und Podolien (mi 1942 - début 1944)

- Karl Michael Gutenberger (1905-1961) : SS-Obergruppenführer und General der Polizei (1944)
  - HSSPf West Düsseldorf (1er mai 1941 - 8 mai 1945)

## H
- Hans Haltermann (de) (1898-1981) : SS-Gruppenführer und Generalleutnant der Polizei (1943)
  - SSPf Kiew (octobre 1941)
  - SSPf Charkow (mai 1943)
  - SSPf Weißrußland (novembre 1943)
  - Stellvertretender HSSPf (vice-HSSPf) Nordost (7 juillet 1944 - 9 janvier 1945)

- Hermann Harm (de) (1894-1985) : SS-Brigadeführer (1936) und Generalmajor der Polizei (1942)
  - SSPf Litauen (juillet 1943)
  - SSPf Dnepropetrowosk (août 1942)
  - HSSPf Ostsee,
  - SSPf z.b.V. für Sonderaufträge zur Bandenbekämpfung in den Prypjatsümpfen (mai 1943)
  - Stellvertretender HSSPf (vice-HSSPf) Alpenland (août 1944)

- Ernst Hartmann (1897-1945) : SS-Brigadeführer und Generalmajor der Polizei (1944)
  - SSPf Shitomir (fin octobre 1943 - janvier 1944)
  - SSPf Tschernigow (juillet 1943 - octobre 1943)
  - SSPf Pypjat (décembre 1943 - septembre 1944)

- August Heißmeyer (1897-1979) : SS-Obergruppenführer (1936) und General der Polizei (1944)
  - HSSPf Spree/Berlin (2 septembre 1939 - 8 mai 1945)

- Otto Hellwig (en) (1898-1962) : SS-Gruppenführer und Generalleutnant der Polizei (1944)
  - SSPf Shitomir (octobre 1941 - mai 1943)
  - SSPf Białystok (mai 1943 - juillet 1944)
  - Stellvertretender HSSPf (vice-HSSPf) Nordost (9 janvier 1945 - 8 mai 1945)

- Paul Hennicke (de) (1883-1967) : SS-Gruppenführer (1938) und Generalleutnant der Polizei (1942)
  - SSPf Rostow (octobre 1942 - mai 1943)
  - SSPf Kiew (mai 1943 - décembre 1943)

- Ernst Hildebrandt (de) (1895-1970) : SS-Oberführer
  - SSPf Oberitalien Mitte (avril 1944 - octobre 1944)

- Richard Hildebrandt (1897-1951) : SS-Obergruppenführer und General der Polizei (1942)
  - HSSPf Rhein (1er avril 1939 - 1er octobre 1939)
  - HSSPf Weichsel (1er octobre 1939 - 20 avril 1943)
  - HSSPf Schwarzes Meer (25 décembre 1943 - 16 septembre 1944)
  - HSSPf Südost (17 mars 1945 - 8 mai 1945)

- Kurt Hintze (1901-1944) : SS-Brigadeführer (1942) und Generalmajor der Polizei (1944)
  - SSPf Litauen

- Hermann Höfle (1898-1947) : SS-Obergruppenführer und General der Polizei (1944)
  - HSSPf Mitte (15 septembre 1943 - septembre 1944)
  - HSSPf Slowakei (20 septembre 1944 - mai 1945)

- Otto Hofmann (1896-1982) : SS-Obergruppenführer und General der Polizei (1943)
  - HSSPf Südwest (20 avril 1943 - 8 mai 1945)

## J
- Friedrich Jeckeln (1895-1946) : SS-Obergruppenführer (1936) und General der Polizei (1941)
  - HSSPf Mitte (28 juin 1938 - 11 juillet 1940)
  - HSSPf West (12 juillet 1940 - 29 juin 1941)
  - HSSPf Rußland-Süd (juillet 1941 - octobre 1941)
  - HSSPf Russland-Nord (1er novembre 1941 - début 1945)

- Richard Jungclaus (1905-1945) : SS-Gruppenführer und Generalleutnant der Polizei
  - HSSPf Belgien-Nordfrankreich (1er août 1944 - 16 septembre 1944)

## K
- Richard Kaaserer (de) (1896-1947) : SS-Oberführer und Oberst der Polizei
  - Polizeigebietsführer Knin (juillet 1943 - mai 1944)
  - SSPf Sandschak (juin 1944 - novembre 1944)
  - SSPf Norwegen-Mitte (novembre 1944 - mai 1945)

- Ernst Kaltenbrunner (1903-1946) : SS-Obergruppenführer und General der Polizei (1943)
  - HSSPf Donau (11 septembre 1938 - 21 janvier 1943)

- Konstantin Kammerhofer (de) (1899-1958) : SS-Gruppenführer und Generalleutnant der Polizei (1943)
  - SSPf Kaukasus
  - SSPf Aserbaidschan
  - HSSPf Kroatien (13 mars 1943 - 10 janvier 1945)

- Fritz Katzmann (1906-1957) : SS-Gruppenführer und Generalleutnant der Waffen-SS und der Polizei
  - SSPf Radom (novembre 1939 - août 1941)
  - SSPf Lemberg (avril 1941 - avril 1943)
  - HSSPf Weichsel (20 avril 1943 - 8 mai 1945)

- Kurt Kaul (de) (1890-1944) : SS-Gruppenführer und Generalleutnant der Polizei
  - HSSPf Südwest (6 septembre 1939 - 21 avril 1943)

- Wilhelm Koppe (1896-1975) : SS-Obergruppenführer und General der Polizei (1942)
  - HSSPf Reichsgau Wartheland (9 octobre 1939 - 9 novembre 1943)
  - HSSPf Ost (Gouvernement général de Pologne) (9 novembre 1943 - 8 mai 1945)

- Gerret Korsemann (de) (1895-1958) : SS-Gruppenführer und Generalleutnant der Polizei (1942)
  - SSPf z.b.V. Rowno (avril 1941)
  - SSPf Kaukasus (1942)
  - HSSPf Rußland-Mitte (24 mars 1943 - 5 juillet 1943)

- Karl von Krempler (de) (1896-1972) : SS-Standartenführer
  - SSPf Sandschak (septembre 1943 - juin 1944)

- Friedrich-Wilhelm Krüger (1894-1945) : SS-Obergruppenführer (1935) und General der Polizei und der Waffen-SS
  - HSSPf Ost (Gouvernement général de Pologne) (4 octobre 1939 - 9 novembre 1943)

- Franz Kutschera (1904-1944) : SS-Brigadeführer (1940) und Generalmajor der Polizei (1942)
  - SSPf Varsovie (septembre 1943)

## M
- Benno Martin (en) (1893-1975) : SS-Obergruppenführer und General der Polizei (1944)
  - HSSPf Main (Nürnberg) (17 décembre 1942 - 8 mai 1945)

- Erasmus von Malsen-Ponickau (de)[1] (1895-1956) : SS-Brigadeführer (1933)
  - SS- und Polizeikommandeur Triest (mi 1944 - automne 1944)
  - SS- und Polizeikommandeur Pola (début 1945 - mai 1945)

- Emil Mazuw (de) (1900-1987) : SS-Obergruppenführer und General der Polizei (1942)
  - HSSPf Ostsee (28 août 1938 - mai 1945)

- Günther Merk (de) (1888-1947) : SS-Brigadeführer und Generalmajor der Polizei (1943)
  - SSPf Charkow

- August Meyszner (1886-1947) : SS-Gruppenführer und Generalleutnant der Polizei (1942)
  - HSSPf Serbien (22 janvier 1942 - 1er avril 1944)

- Georg Michalsen (de) (né en 1906) : SS-Sturmbannführer
  - SS- und Polizeikommandeur Fiume (à partir du printemps 1944)
  - SS- und Polizeikommandeur Pola (à partir de l'été 1944)
  - SS- und Polizeikommandeur Triest (automne 1944 - 1945)

- Paul Moder (1896-1942) : SS-Gruppenführer (1936)
  - SSPf Varsovie (automne 1939 - août 1941)

- Hinrich Möller (de) (1906-1974) : SS-Brigadeführer und Generalmajor der Polizei (1944)
  - SSPf Estland (août 1941 - avril 1944)

## O
- Carl Oberg (1897-1965) : SS-Obergruppenführer und General der Polizei (1944)
  - SSPf Radom (Pologne) (août 1941 - mai 1942)
  - HSSPf Frankreich (5 mai 1942 - 28 novembre 1944)

- Willi Ost (de) : SS-Standartenführer
  - Stabsführer SSPf Lemberg (Ukraine)

## P
- Günther Pancke (1899-1973) : SS-Gruppenführer und Generalleutnant der Polizei
  - HSSPf Mitte (11 juillet 1940 - 15 septembre 1943)
  - HSSPf Dänemark (6 octobre 1943 - 5 mai 1945)

- Artur Phleps (1881-1944) : SS-Obergruppenführer und General der Waffen-SS (1943)
  - HSSPf Siebenbürgen (septembre 1944)

- Hans-Adolf Prützmann (1901-1945) : SS-Obergruppenführer und General der Waffen-SS
  - HSSPf Nordwest (à partir de 1937)
  - HSSPf Nordost (mai 1941)
  - HSSPf Rußland-Nord (juin 1941)
  - HSSPf Rußland-Süd (à partir de d’octobre 1941)
  - HöSSPf Ukraine (29 octobre 1943 - septembre 1944)

- Carl Friedrich von Pückler-Burghauss (1886-1945) : SS-Gruppenführer und Generalleutnant der Waffen-SS
  - Vertretung des HSSPf (délégation du HSSPf) Rußland-Mitte (2 janvier 1942 - 24 mars 1943)

## Q
- Rudolf Querner (1893-1945) : SS-Obergruppenführer und General der Waffen-SS und der Polizei
  - HSSPf Nordsee (30 avril 1941 - janvier 1943)
  - HSSPf Donau (21 janvier 1943 - 5 octobre 1944)
  - HSSPf Mitte (5 octobre 1944 - 8 mai 1945)

## R
- Hanns Albin Rauter (1895-1949) : SS-Obergruppenführer und General der Waffen-SS
  - HSSPf Nordwest/Niederlande (26 juin 1940 - 8 mai 1945)

- Wilhelm Redieß (1900-1945) : SS-Obergruppenführer und General der Polizei
  - HSSPf Nordost/Königsberg (28 juin 1938 - 19 juin 1940)
  - HSSPf Nord (19 juin 1940 - 8 mai 1945)

- Otto Reich (SS-Mitglied) (de) (1891-1955) : SS-Oberführer
  - Polizeigebietsführer Agram (décembre 1944 - janvier 1945)

- Heinz Reinefarth (1903-1979) : SS-Gruppenführer und Generalleutnant der Waffen-SS
  - HSSPf Wartheland (29 janvier 1944 - 30 décembre 1944)

- Alfred Rodenbücher (de) (1900-1980) : SS-Brigadeführer
  - HSSPf Alpenland (25 avril 1939 - 30 avril 1941)

- Erwin Rösener (1902-1946) : SS-Obergruppenführer und General der Waffen-SS und der Polizei
  - HSSPf Rhein (24 juillet 1940 - 11 novembre 1941)
  - HSSPf Alpenland (24 novembre 1941 - 8 mai 1945)

- Heinz Roch (1905-1945) : SS-Oberführer
  - SSPf Białystok
  - SSPf Norwegen-Nord

## S
- Ferdinand von Sammern-Frankenegg (1897-1944) : SS-Brigadeführer und Generalmajor der Polizei
  - SSPf Varsovie (novembre 1942 - avril 1943)
  - Polizeigebietsführer Esseg (avril 1943)

- Karl Schäfer (1892-1943) : SS-Brigadeführer
  - SSPf Lettland (avril 1942)
  - SSPf Litauen (mai 1942)
  - SSPf Weissruthenien (mai 1942 - juillet 1942)
  - SSPf Dnjepropetrowsk-Krivoi-Rog (octobre 1943 - novembre 1943)

- Julian Scherner (1895-1945) : SS-Oberführer
  - SSPf Krakow (août 1941 - mars 1944)

- Ernst-Heinrich Schmauser (1890-1945) : SS-Obergruppenführer und General der Waffen-SS
  - HSSPf Schlesien (à partir de 1941)
  - HSSPf Südost (20 mai 1941 - 20 février 1945)

- Willy Schmelcher (1894-1974) : SS-Gruppenführer und Generalleutnant der Polizei
  - SSPf Tschernigow (novembre 1941 - juin 1943)
  - SSPf Shitomir (mai 1943 - septembre 1943)

- Gustav Adolf Scheel (1907-1979) : SS-Obergruppenführer und General der Polizei
  - HSSPf Alpenland (30 avril 1941 - 24 novembre 1941)

- Walter Schimana (1898-1948) : SS-Gruppenführer und Generalleutnant der Waffen-SS und der Polizei
  - SSPf Saratow (septembre 1941 - novembre 1941)
  - SSPf Weissruthenien (juillet 1942 - juillet 1943)
  - HSSPf Griechenland (22 octobre 1943 - 24 septembre 1944)
  - HSSPf Donau (5 octobre 1944 - 8 mai 1945)

- Eberhard Schöngarth (1903-1946) : SS-Brigadeführer und Generalmajor der Polizei
  - HSSPf Nordwest (10 mars 1945 - avril 1945)

- Walther Schröder (de) : SS-Brigadeführer
  - SSPf Lettland/Riga (août 1941 - octobre 1944)

- Erwin Schulz (1900-1981) : SS-Brigadeführer und Generalmajor der Polizei
  - Stellvertretender HSSPf (vice-HSSPf) Alpenland (1er mai 1944 - 28 mai 1944)

- Otto Schumann (1886-1952) : SS-Gruppenführer und Generalleutnant der Polizei
  - HSSPf Stettin (Wehrkreis II) : 1er août 1937 - 1er août 1938 et 1er novembre 1938 - mai 1940
  - HSSPf Niederlande (Den Haag) : juin 1940 - décembre 1942
  - HSSPf Münster (Wehrkreis VI) : décembre 1942 - 1er septembre 1943
  - HSSPf Wien (Wehrkreis XVII) : 27 février - octobre 1944

- Jakob Sporrenberg (1902-1952) : SS-Gruppenführer und Generalleutnant der Polizei
  - HSSPf Nord-Ost/Königsberg (21 juin 1940 - 1er mai 1941)
  - SSPf Lublin (août 1943 - juillet 1944)
  - HSSPf Oslo (fin 1944)

- Walter Stein (de) (1896-1985) : SS-Oberführer und Polizeipräsident
  - SSPf Varsovie (février - mars 1944)

- Jürgen Stroop (1895-1952) : SS-Gruppenführer und Generalleutnant der Polizei
  - SSPf Varsovie (avril - mai 1943)
  - HSSPf Grèce (8 septembre - 4 octobre 1943)
  - HSSPf Rhein-Westmark (11 novembre 1943 - 8 mai 1945)

- Friedrich Suhr (1907-1946) : SS-Obersturmbannführer
  - SSPf Ober-Elsass (Haute-Alsace) (décembre 1944 - mai 1945)

## T
- Karl Taus (de) (1893-1977) : SS-Brigadeführer
  - SS- und Polizeikommandeur Görz (mai 1944 - mai 1945)
- Willy Tensfeld (de) (1893-1982) : SS-Brigadeführer und Generalmajor der Polizei
  - SSPf Oberitalien West (Ouest de la Haute-Italie)

- Theobald Thier (de) (1897-1949) : SS-Brigadeführer
  - SSPf Kuban
  - SSPf Leipzig
  - SSPf Danzig
  - SSPf Galizien (à partir de juillet 1943)

- Fritz Tittmann (de) (1889-1945) : SS-Brigadeführer
  - SSPf Nikolajew (octobre 1941 - septembre 1942)

- Wilhelm Traub (SS-Mitglied) (de) (1910-1946) : SS-Obersturmbannführer
  - SS- und Polizeikommandeur Fiume (été 1944 - mai 1945)

## W
- Josias zu Waldeck und Pyrmont (1896-1967) : SS-Obergruppenführer und General der Waffen-SS
  - HSSPf Fulda-Werra (6 octobre 1938 - 8 mai 1945)
- Waldemar Wappenhans (de) (1893-1967) : SS-Gruppenführer und Generalleutnant der Polizei
  - SSPf Wolhynien-Brest-Liwosk (septembre 1941 - septembre 1942)
  - SSPf Dnjepropetrowsk Kriwoi Rog (octobre 1942 - octobre 1943)
  - SSPf Nikolajew (septembre 1942 - avril 1943)
  - SSPf z.b.V. beim HSSPf Ukraine
- Rudolf Weiss (1899-1945) : SS-Brigadeführer
  - SSPf Nikolajew (février 1944 - mars 1944)
- Fritz Weitzel (en) (1904-1940) : SS-Obergruppenführer
  - HSSPf West (11 juin 1938 - 20 avril 1940)
  - HSSPf Nord (20 avril 1940 - 19 juin 1940)
- Richard Wendler (en) : SS-Gruppenführer und Generalleutnant der Polizei
  - SSPf Stanislaw-Rostow (später Rostow-Awdejewka) (août 1941 - mai 1942)
- Arpad Wigand (en) (1906-1983) : SS-Oberführer
  - SSPf Varsovie (1941 - mai 1942)
- Otto Winkelmann (1894-1977) : SS-Obergruppenführer und General der Waffen-SS
  - HSSPf Ungarn (19 mars 1944 - 11 février 1945)
- Karl Wolff (1900-1984) : SS-Obergruppenführer und General der Waffen-SS
  - HöSSPf Italien (23 septembre 1943 - 8 mai 1945)
- Udo von Woyrsch (1895-1983) : SS-Obergruppenführer und General der Polizei
  - HSSPf Elbe (20 avril 1940 - 11 février 1944)
- Lucian Wysocki (de) (1899-1964) : SS-Brigadeführer und Generalmajor der Polizei
  - SSPf Litauen (juillet 1941 - juillet 1943), dann SSPf z.b.V.

## Z
- Karl Zech (de) (1892-1944) : SS-Gruppenführer
  - SSPf Cracovie (novembre 1939 - octobre 1940)
- Carl Zenner (1899-1969) : SS-Brigadeführer und Generalmajor der Schutzpolizei
  - SSPf Weißrußland à Minsk (12 août 1941 - 21 juillet 1942)
- Paul Zimmermann (en) (1895-1980) : SS-Brigadeführer und Generalmajor der Polizei
  - SSPf Nikolajew (avril 1943 - octobre 1943)